# Casirivimab/imdevimab
Casirivimab/imdevimab és un medicament experimental desenvolupat per l'empresa nord-americana de biotecnologia Regeneron Pharmaceuticals. Es tracta de la barreja de dos anticossos monoclonals, casirivimab (REGN10933) i imdevimab (REGN10987), combinació destinada a atacar al coronavirus SARS-CoV-2 responsable de la COVID-19. Combinació destinada a evitar la fugida mutacional.

## Ús
el 21 de novembre de 2020, la FDA dels Estats Units va emetre una autorització d'ús d'emergència per administrar conjuntament casirivimab i imdevimab per al tractament de COVID-19 lleu a moderat en persones de dotze anys o més que pesen a com a mínim 40Kg amb resultats positius de proves virals directes de SARS-CoV-2 i que presenten un risc elevat de progressar a COVID-19 sever. Això inclou aquells que tinguin 65 anys o més o que tinguin certes malalties cròniques. El casirivimab i l'imdevimab s'han d'administrar junts mitjançant infusió intravenosa (IV).